# 에스노픽션
에스노픽션(ethnofiction)이란 특정한 개인의 주체성을 통해 사회적 사실을 환기시키는 기술을 말한다. 하지만 그것은 자서전도 또 고백도 아니기 때문에 그러한 픽션적 개인을 '총체적'으로 창조하는 것이 필요하다. 즉 현재의 삶 속에서 관찰할 수 있는 무수한 세부사항으로부터 출발해서 말이다. 보통 개별적 상황과 특정한 주체성을 묘사하고, 그것을 자체에 고유한 방식으로 표현하는 사회적 총체성을 상상하는 것은 독자에게 맡긴다.

## 같이 보기
- 다큐픽션
- 민족지
- 영상인류학